# Kokerbin Rock

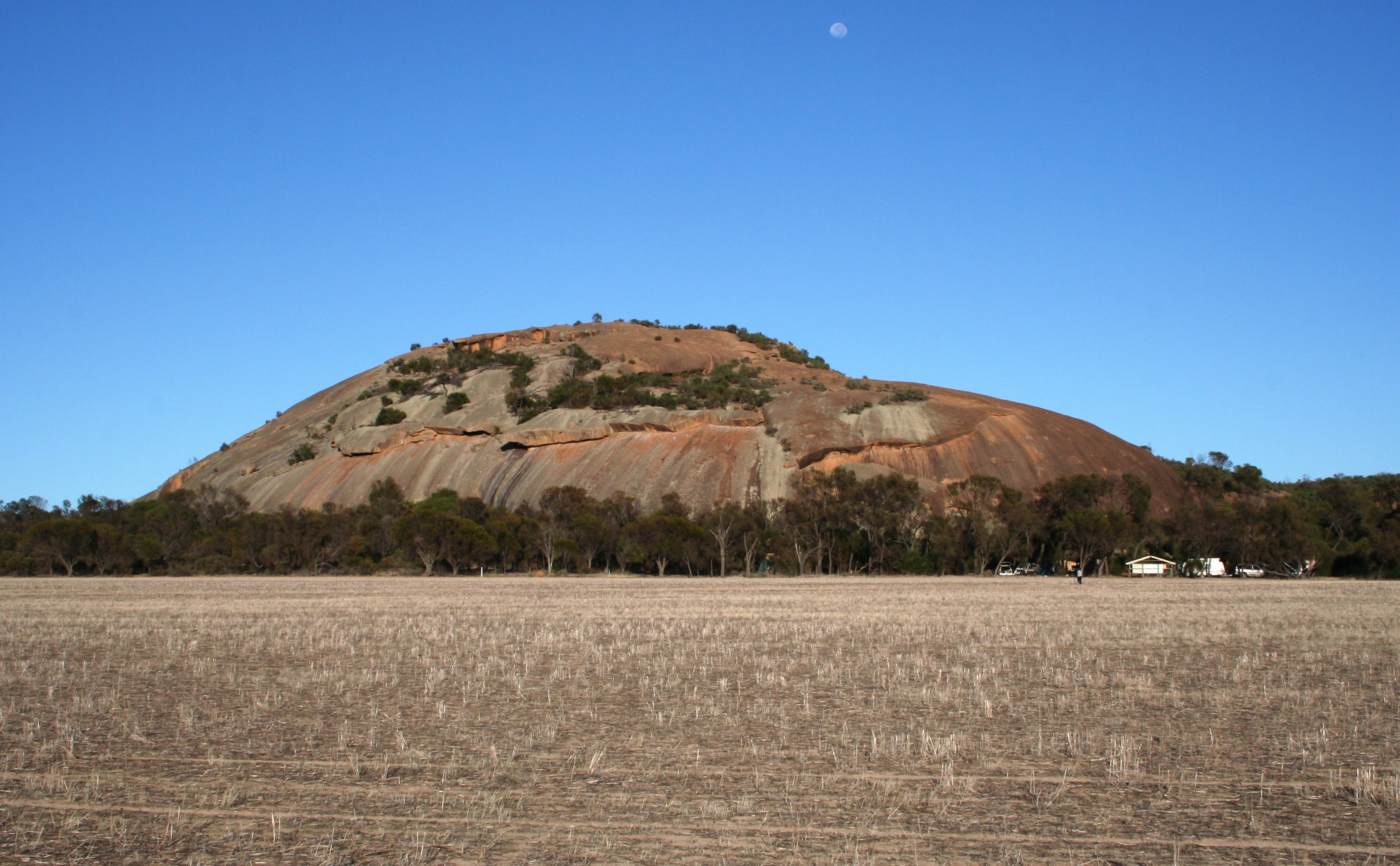
La Kokerbin Rock.

Kokerbin Rock (o Kokerbin Hill) è una formazione di roccia granitica situata nella Riserva naturale Kokerbin, nella regione del Wheatbelt, nello Stato dell'Australia Occidentale. La formazione rocciosa e la riserva naturale hanno un particolare significato culturale per i Noongar, popolazioni di aborigeni australiani.

## Caratteristiche
Viene ritenuto da alcuni il terzo più grande monolito dell'Australia dopo l'Uluṟu e il Mount Wudinna (per altri il secondo posto spetta alla Bald Rock).
La riserva naturale Kokerbin si trova circa 40 km (25 mi) a est di Quairading e 30 km (19 mi) a sud di Kellerberrin.